# 红帽子镇
红帽子镇，是中华人民共和国辽宁省阜新市阜新蒙古族自治县下辖的一个乡镇级行政单位。

## 行政区划
红帽子镇下辖以下地区：
红帽子村、东红帽子村、道力板村、三家子村、好四家子村、两家子村和腰四家子村。